# サンタクロース (映画)
『サンタクロース』（Santa Claus: The Movie）は1985年のイギリス・アメリカ合衆国のファンタジー映画。監督はヤノット・シュワルツ、出演はダドリー・ムーアとジョン・リスゴーなど。サンタクロースが悪人の手から世界の子供たちを守る姿を描いている。

## ストーリー
昔、あるところにクラウスという木こりの老人がいた。
クラウスは毎年クリスマスになると、近くに住む子どもたちに自分が作った木の玩具（おもちゃ）を配って回る、優しい心の持ち主であった。
ある年のクリスマスのこと、クラウスと妻のアニアは、クリスマスプレゼントを届ける途中で凍え死んでしまう。
そこに空から不思議な光が降りてくる。
彼等が死んでしまうのは惜しいと思った妖精王は、2人に新しい命を与える。
蘇った夫妻が光に導かれて辿り着いたところは妖精の国だった。
妖精たちは、世界中の子どもたちにプレゼントする玩具を作っていたのだが、それを配ってくれる人を捜していたのである。
クラウスはその仕事を喜んでひきうけることにする。
そして永遠の生命を与えられ、サンタクロースになったのである。

## キャスト
パッチ
演 - ダドリー・ムーア
妖精の村から人間界に出て行った妖精。発想や技術は妖精村一だが、功を焦る癖がある。
B・Z
演 - ジョン・リスゴー
金儲けの為なら手段を択ばない悪い大玩具会社のオーナー。パッチと手を組む。
クラウス
演 - デヴィッド・ハドルストン
きこり。妖精たちに頼まれサンタクロースとなる。
老妖精
演 - バージェス・メレディス
クラウスにサンタクロースの名を与える。
アニヤ・クラウス
演　- ジュディ・コーンウェル
クラウスの妻。
タウザー
演 - ジェフリー・クレイマー
B・Zの気弱な部下。色の趣味が悪い。
ジョー
演 - クリスチャン・フィッツパトリック
天涯孤独の貧しい少年。
コーネリア
演 - キャリー・ケイ・ハイム
両親を亡くし、伯父のB・Zに育てられた孤独な少女。

### 日本語吹替版
| 役名             | 俳優                             | 日本語吹替 | 日本語吹替   |
| 役名             | 俳優                             | 劇場公開版 | テレビ朝日版 |
| ---------------- | -------------------------------- | ---------- | ------------ |
| パッチ           | ダドリー・ムーア                 | 青野武     | 富山敬       |
| B・Z             | ジョン・リスゴー                 | 阪脩       | 羽佐間道夫   |
| クラウス         | デヴィッド・ハドルストン         | 若山弦蔵   | 黒沢良       |
| 老妖精           | バージェス・メレディス           |            |              |
| アニヤ・クラウス | ジュディ・コーンウェル           | 中西妙子   | 藤波京子     |
| タウザー         | ジェフリー・クレイマー           | 納谷六朗   | 安原義人     |
| ジョー           | クリスチャン・フィッツパトリック | 菊池英博   | 田中真弓     |
| コーネリア       | キャリー・ケイ・ハイム           | 渕崎ゆり子 | 玉川砂記子   |
| ドーリー         | ジョン・バラード                 | 永井一郎   | 辻村真人     |
| パフィ           | アンソニー・オドネル             | 嶋俊介     |              |
| ホンカ           | ピーター・オファレル             | 伊井篤史   |              |
| ブーグ           | ティム・スターン                 | 藤城裕士   |              |

- 劇場公開版：1985年12月7日公開

台本：木原たけし、演出：佐藤敏夫、製作：東北新社
- テレビ朝日版：初回放送1988年12月25日『日曜洋画劇場』

翻訳：森みさ 、演出：福永莞爾 、効果：リレーション 、調整：荒井孝、担当：東北新社
- その他の声の出演：飯塚昭三／山野史人／西村知道／吉村よう／峰恵研／前沢迪雄／麻生美代子／京田尚子／筈見純／石塚運昇／大塚芳忠／沢木郁也／秋元羊介／沢りつお／稲葉実／神代知衣／伊倉一寿／滝沢ロコ／井上喜久子／長島涼子／小室正幸／清川元夢／高田由美／鈴木祐子／松本梨香

- 2012年6月8日に公開から26年ぶりにようやく日本でも、オリジナルの初のシネマスコープサイズでDVDおよびブルーレイが発売されたが、日本語吹替は未収録[4]。

## 同時上映作品
アカデミーショー受賞三大作『トムとジェリー』
- 「猫の演奏会(ピアノコンサート)」
- 「食いしん坊の子ネズミ(台所戦争)」
- 「ネズミの二銃士(パーティ荒らし)」

## 作品の評価
Rotten Tomatoesによれば、20件の評論のうち高評価は20%にあたる4件で、平均点は10点満点中4.4点となっている。